# Mylou Mazali
Mylou Mazali (Breda, 30 maart 1967), is een mezzosopraan en artistiek operaleider uit Baarn. 
Mylou Mazali groeide op in Schagen en begon aan een studie Spaans en Hebreeuws aan de Universiteit van Amsterdam. In Amsterdam kwam ze in aanraking met de Nederlandse Opera door een figurantenrolletje in de opera Don Carlos van Verdi. Ze besloot daardoor haar talenstudie om te zetten in een studie zang. Hierbij volgde ze onder anderen lessen bij Vera Rosza. 
In 1992 studeerde ze af aan het conservatorium.
Als koorlid bij de New Israëli Opera in Tel Aviv zong ze aansluitend nog vier seizoenen bij de Nationale Reisopera. In 1999 brak zij in Duitsland door in Der Bettelstudent in het Festspielhaus in Baden-Baden en Dali in het Stadtstheater in Saarbrücken. Hierna werd Mazali vaste zangeres bij het ensemble Opera della Casa. Ze zong in 2011 en 2012 gastsolo bij de operakoren van Volendam, Amsterdam en Rotterdam. 
Na een operaconcert in een historische kerk in de stad Rome raakte ze enthousiast door vier zangers die toelichting gaven over de door hen gezongen operafragmenten. In 2007 bedacht Mazali het concept Opera per Tutti waarbij maandelijks werd opgetreden in de Amsterdamse Vondelkerk. Aan deze concerten treden in wisselende samenstelling vier zangers en een pianist op onder de naam 'The Mazali Opera Singers'. Hun repertoire wordt samengesteld door Mylou Mazali, die als gastvrouw de gezongen stukken introduceert en verklaart. 
In 2011 ontwikkelde Mylou Mazali een operaproject voor kinderen onder de naam Opera per Bambini. 